# Agrostis sylvatica
Agrostis sylvatica é uma espécie de gramínea do gênero Agrostis, pertencente à família Poaceae.